# L'Histoire de l'Amérique en couleur
L'Histoire de l'Amérique en couleur (titre original : America in Color) est une série télévisée historique américaine sous forme de documentaires réalisée en 2017.

## Synopsis
Cette série dépeint avec des images d'archives colorisées, les États-Unis des années 1920 aux années 1960, en abordant les thématiques de la société, de la politique, de l'économie, des loisirs, de la guerre, de la ségrégation raciale, de la technologie, etc.

## Épisodes

### Saison 1
1. Les Années 1920
2. Les Années 1930
3. Les Années 1940
4. Les Années 1950
5. Les Années 1960

### Saison 2
1. L'Amérique s'amuse
2. Hollywood
3. Les Puissants
4. Le Far West
5. Les Géants de l'industrie
6. La Pègre

### Saison 3
1. La Terre promise
2. Alaska
3. L'Amérique face aux catastrophes
4. Fabriqué en Amérique
5. Les Plus grands criminels
6. La Vie simple des petites villes

## Distribution
- Eric Meyers : narrateur
- Max Beesley : narrateur
- Stephen Mangan : narrateur
- Liev Schreiber : narrateur